# Anaëlle Arrondeau
Anaëlle Arrondeau est une gardienne internationale de rink hockey née le 31 janvier 1983. 

## Parcours sportif
Elle débute en équipe de France avec le mondial de 2006. Sa place est confirmée l'année suivante car, en 2007, elle participe au championnat d'Europe. 
En 2008, elle prend part au stage pour le championnat du monde au Japon. 